# Topmøde
Et topmøde er betegnelsen for et officielt møde mellem to eller flere statsoverhoveder, statschefer eller regeringschefer. Topmøderne finder sted efter en forudgående afstemt dagsorden og har ofte form af forhandlinger om større politiske emner.
I modsætning til audienser er topmøders parter nominelt ligestillede og anerkender implicit hinandens status som øverste repræsentant for deres respektive lande.

## Historie
Historisk set er topmøder en nyskabelse fra ca. 1700-tallet. Der kan nævnes møder mellem regenter helt tilbage til antikken, men de var sporadiske, bl.a. grundet den ringere infrastruktur, hvorfor man var henvist til at uddelegere tilsvarende forhandlinger om f.eks. våbenbroderskaber, fredsforhandlinger eller giftermål til gesandter. Først fremme i det 20. århundrede blev topmøder institutionaliseret som en del af diplomatiets virkemidler.